# Teliospora
Teliospora lub teleutospora – rodzaj zarodnika konidialnego (konidium). Powstaje w wyniku podziału mitotycznego, należy więc do grupy mitospor. Zarodniki tego typu wytwarzają grzyby z rzędu rdzowców Pucciniales (dawniej zaliczanych do klasy Teliomycetes, nieistniejącej w najnowszej systematyce grzybów), oraz niektóre drożdże podstawkowe.
Teliospory mogą być jedno, dwu lub kilkukomórkowe. U niektórych gatunków posiadają trzonek, u innych są beztrzonkowe i jest to ważną cechą diagnostyczną przy mikroskopowej identyfikacji gatunku. Struktury, w których wytwarzane są teliospory nosza nazwę telium. U rdzy zbożowej (Puccinia graminis) teliospory to dwukomórkowe zarodniki o grubej, czarnej ścianie komórkowej. Wytwarzane są późnym latem, pod koniec okresu wegetacji zbóż na ich liściach i łodygach. Powstają początkowo obok urediniospor, później wytwarzane są już tylko teliospory. Ze względu na zdolność przetrwania zimy teliospory nazywane są zarodnikami zimowymi, w odróżnieniu od urediniospor zwanych zarodnikami letnimi rdzy zbożowej, które wytwarzane są tylko latem. Teliospory są rodzajem przetrwalników. U niektórych gatunków teliospory kiełkują jednak zaraz po powstaniu. Takie teliospory nazywa się leptosporami.
Teliospory wytwarzane są przez dwujądrowe strzępki grzybni. Początkowo każda z dwóch komórek teliospory ma dwa jądra komórkowe o haploidalnej liczbie chromosomów; jedno oznaczane jest (+), drugie (–). Jądra te łączą się z sobą jeszcze przed dojrzeniem zarodników (kariogamia). Dojrzała teliospora ma już tylko jedno jądro o diploidalnej liczbie chromosomów. Teliospory nie zakażają już następnych roślin. Ich zadaniem jest przetrwanie zimy. Przezimowują w ziemi lub słomie. Wiosną każda z dwóch komórek teliospory kiełkuje wytwarzając krótką strzępkę przedgrzybni (promycelium), lub od razu podstawkę (basidium). W podstawce w wyniku mejozy powstaje zarodnik płciowy – sporydium. Telium i teliospora są morfą płciową, czyli teleomorfą. W teliosporze następuje kariogamia i zakończenie procesu płciowego.
Niektóre gatunki grzybów, np. Tilletia indica wywołujący chorobę zwaną śniecią indyjską pszenicy, wytwarzają dwa, różniące się wyglądem rodzaje teliospor. U niektórych gatunków grzybów z teliospory wyrasta najpierw przedgrzybnia, a na niej dopiero podstawki (jak u rdzy zbożowej), u innych od razu podstawki. W tym drugim przypadku mówi się o metabazydium. Czasami teliospory pełnią funkcję ecjospor, wówczas nazywa się je ecjoidalnymi teliosporami.

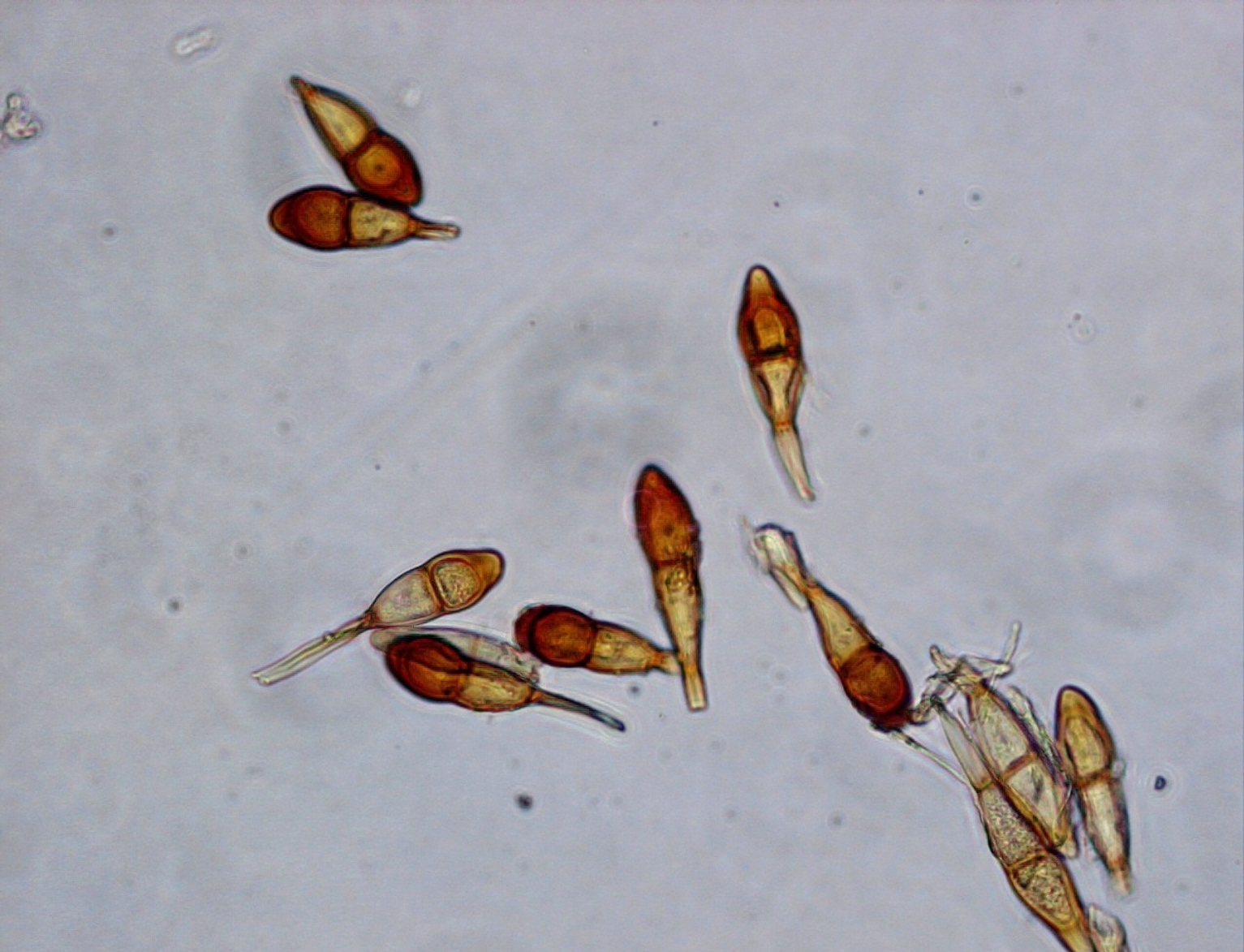
Teliospory rdzy zbożowej z trzonkami
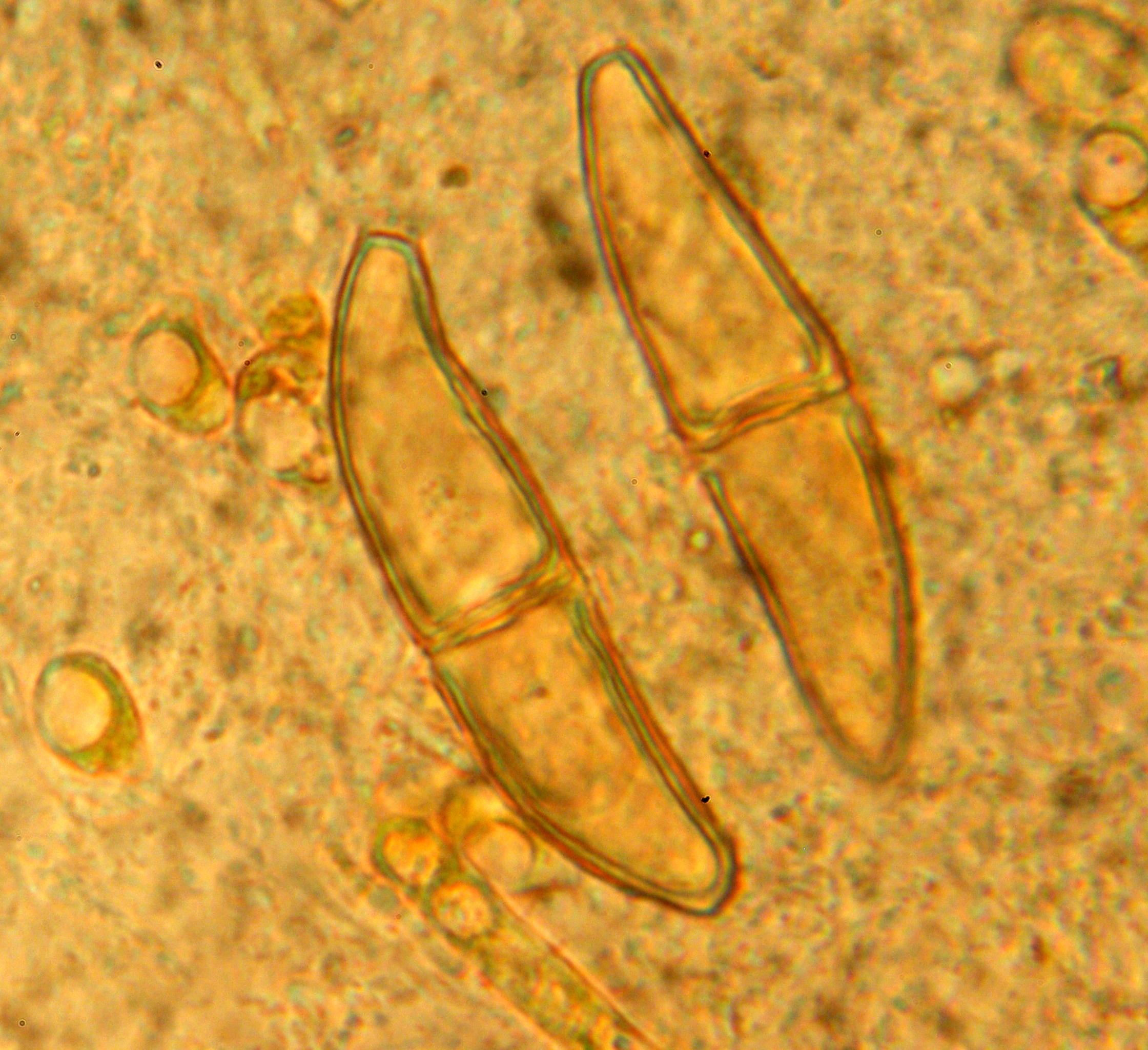
Teliospory Gymnosporangium clavariiforme
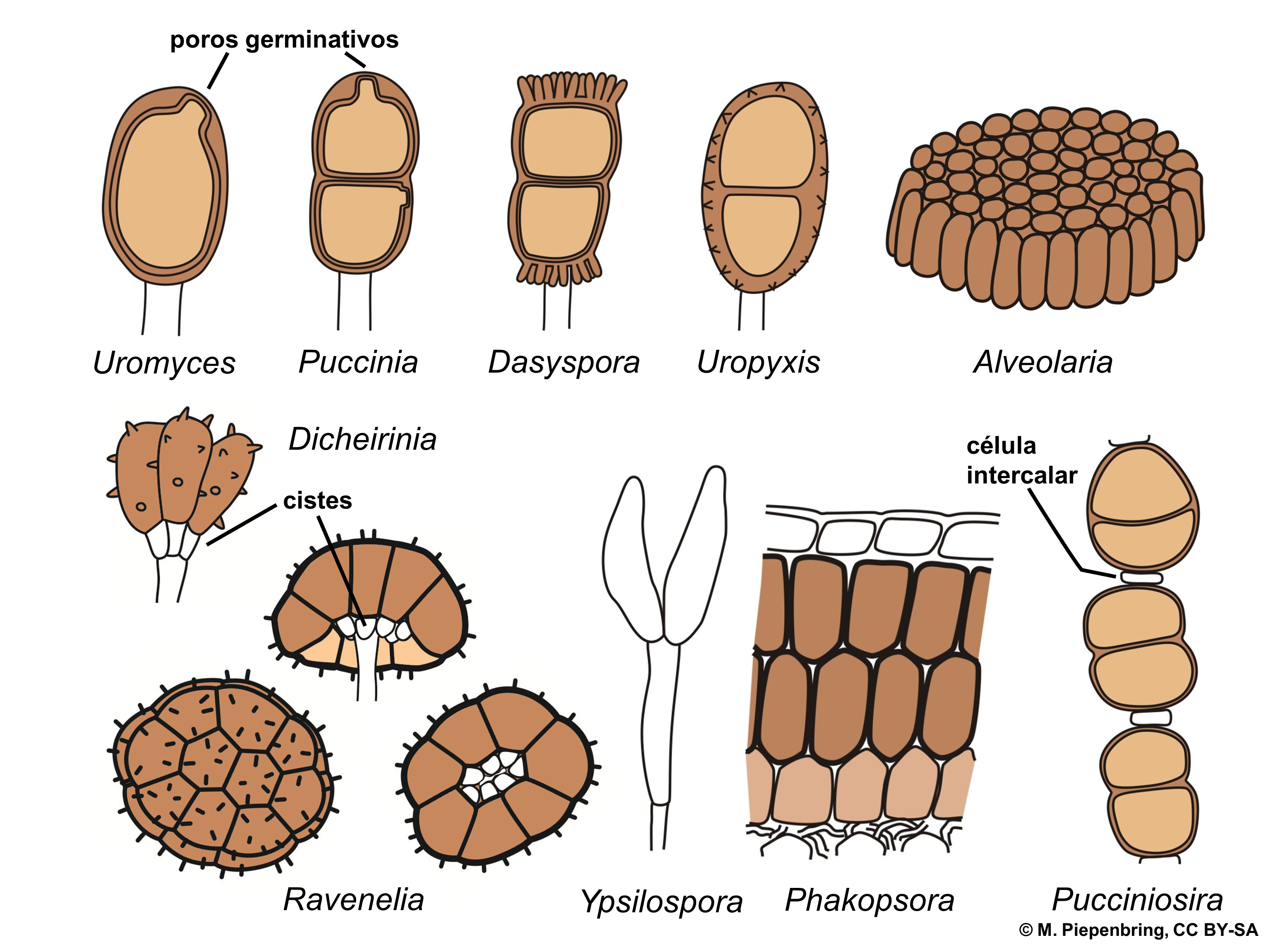
Teliospory u rdzowców
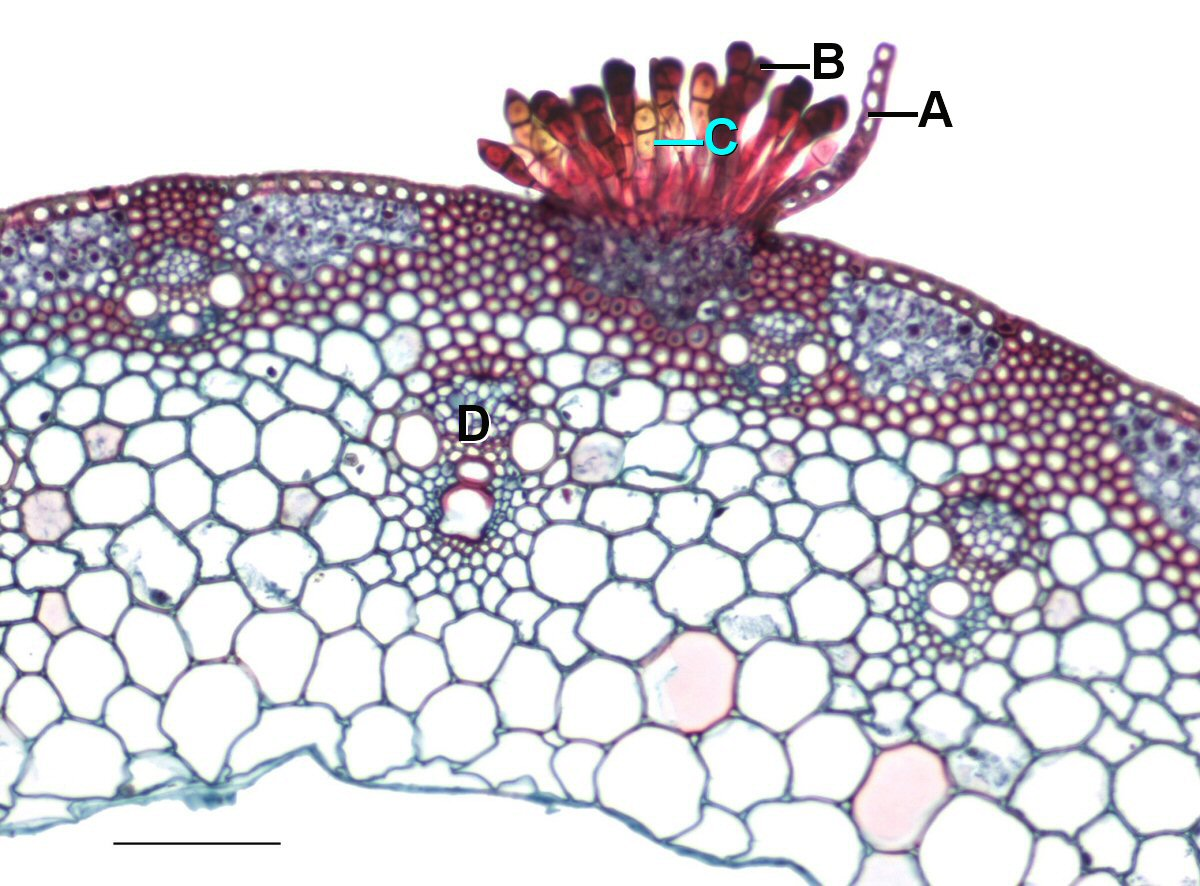
Uwalnianie się teliospor z liścia zbóż